# Nothing But the Truth (film fra 1920)
Nothing But the Truth er en amerikansk stumfilm fra 1920 af David Kirkland.

## Medvirkende
- Taylor Holmes som Robert Bennett
- Elsie Mackay som Gwendolyn Gerald
- Ned Sparks
- Marcelle Carroll som Dolly
- Ben Hendricks Sr. som Commodore Dan
- Radcliffe Steele
- Elizabeth Garrison som Mrs. Clarence
- Charles Craig som Mr. Clarence
- Colin Campbell som Dickie
- Beth Franklyn som Mrs. Ralston
- Edna Phillips som Mrs. Commodore Dan